# Санжарівка
Санжа́рівка — село Дебальцівської міської громади Горлівського району Донецької області, Україна. Населення становить 8 осіб.

## Населення
За даними перепису 2001 року населення села становило 8 осіб, з них усі 100 % зазначили рідною українську мову.

## Географія
Село розташоване на лівому березі річки Санжарівка, на кордоні Донецької і Луганської областей, яка проходить на схід (по руслу річки) і північ від населеного пункту.
Також на північний захід від населеного пункту проходить лінія розмежування сил на Донбасі (див. Мінська угода (2015)). На півночі знаходиться селище Троїцьке (Луганська область), на північному заході селище Миронівський і село Воздвиженка, на заході село Розсадки і селище Луганське, на південному заході село Нижнє Лозове, на півдні село Новогригорівка, місто Дебальцеве (в околицях якого витік річки Санжарівка), на сході село Польове (Луганська область) (на правому березі Санжарівки), на північному сході села Надарівка (Луганська область), Веселогорівка (Луганська область) (нижче за течією Санжарівки).

## Історія
Взимку 2015 року село потрапило в зону бойових дій під час боїв за Дебальцеве. Біля висоти «307,5», що під селом, точилися запеклі бої.
3 2022 року тривають страшні бої

## Відомі люди
Уродженцем села є Московець Семен Микитович (1900-1971), вчений-фітопатолог, член-кореспондент АН УРСР.